# Trabalho, Morte e Doença
" Trabalho, Morte e Doença ", às vezes também traduzido como "O Caminho Certo", é um conto do escritor russo Liev Tolstói escrito em 1903. A estória toma a forma de uma parábola sobre a criação do trabalho, da morte e da doença. 

## Sinopse
Quando Deus criou o homem pela primeira vez, ele não precisava trabalhar e ele sempre viveria exatamente com cem anos de idade. Deus pensou que isso permitiria que os humanos vivessem em harmonia, mas esse não foi o caso. Eles eram solitários, lutavam e não valorizavam a vida. Como remédio, Deus criou o trabalho na esperança de que isso reunisse os homens. Eles não poderiam construir casas ou cultivar alimentos por conta própria, mas em vez precisariam trabalhar em harmonia. No entanto, os homens formavam grupos concorrentes que lutavam ainda mais. Como remédio para esses novos problemas, Deus criou a morte. A esperança era que uma morte imprevisível fizesse os homens valorizarem a vida, mas em vez disso criou ainda mais desigualdade à medida que os fortes ameaçavam os fracos com a morte. Deus ficou desapontado com essa desigualdade e criou a doença. A esperança era que os saudáveis cuidassem dos doentes, porque quando os cuidadores adoecessem, aqueles que receberam os cuidados retornariam o favor. Os homens, no entanto, não se importavam uns com os outros porque a doença criava medo e nojo. Deus viu que os homens simplesmente não percebiam que poderiam ser felizes, e os deixou sozinhos. Somente nos últimos tempos os homens finalmente perceberam que, se trabalhassem juntos e cuidassem uns dos outros, todos poderiam alcançar a felicidade. 